# Шишовые Выселки
Шишовые Выселки — посёлок в Иссинском районе Пензенской области России. Входит в состав Каменно-Бродского сельсовета.

## География
Посёлок находится в северной части Пензенской области, в пределах западного склона Приволжской возвышенности, в лесостепной зоне, на левом берегу реки Шишов, на расстоянии примерно 13 километров (по прямой) к юго-западу от Иссы, административного центра района. Абсолютная высота — 164 метра над уровнем моря.

### Климат
Климат характеризуется как умеренно континентальный, с тёплым летом и умерено холодной снежной зимой. Среднегодовая температура воздуха — 3,6 °C. Средняя температура воздуха самого холодного месяца (января) составляет −11,4 °C; самого тёплого месяца (июля) — 17,6 °C (абсолютный максимум — 38 °С). Продолжительность безморозного периода составляет 140 дней. Годовое количество атмосферных осадков — 549 мм, из которых большая часть выпадает в тёплый период. Снежный покров держится в среднем 148 дней.

### Часовой пояс
Посёлок Шишовые Выселки, как и вся Пензенская область, находится в часовой зоне МСК (московское время). Смещение применяемого времени относительно UTC составляет +3:00.

## Население
| 2010 |
| ---- |
| 0    |